# 富豪B7RLE
富豪B7RLE（英語：Volvo B7RLE）是由瑞典富豪巴士生產的一款低地板公車底盤，於2001年亮相，是富豪B10M及富豪B10BLE的後繼車型。

## 簡介
富豪B7RLE底盤基本上將富豪B7L的前部分和富豪B7R的後面（尾軸至引擎部分）結合，並把原B7R底盤放置於較前的機器後移。
B7RLE採用氣缸容量為7公升的渦輪增壓柴油引擎，起初可配富豪D7C歐盟三型環保標準引擎，其後轉用富豪D7E歐盟四型(D7E290-EC06)或歐盟五型(D7E290-EC06B)環保標準引擎，最大馬力和扭力輸出分別達到290匹以及1200Nm。
變速箱方面，現時可配用ZF Ecomat 6HP554N 6速自排、ZF Ecolife 6AP1200B 6速自排或Voith DIWA864.5 4速自排，並配合ABS防鎖死刹車系統。
為降低運輸成本，B7RLE與B7R一樣，被生產為較短的底盤以便運往各地的車身裝配廠，並按照客戶要求，延長至11.3米或12米的底盤，然後裝嵌車身。B7RLE可配不同廠家車身，有些裝配富豪旗下的車身，以富豪8700LE名義出售。
由於富豪B10BLE於2004年停產，富豪不再向澳洲代理商出售B10BLE，所以B7RLE初期於澳洲推出。由於澳洲的巴士公司不滿先前富豪B7L的引擎被放在車尾一邊，而水箱卻被放在引擎上方的設計，所以富豪車廠把B7L改良為B7RLE。現在，B7RLE的蹤跡已經遍及歐洲、亞洲以及大洋洲多個國家。

## 銷售

### 中国大陆

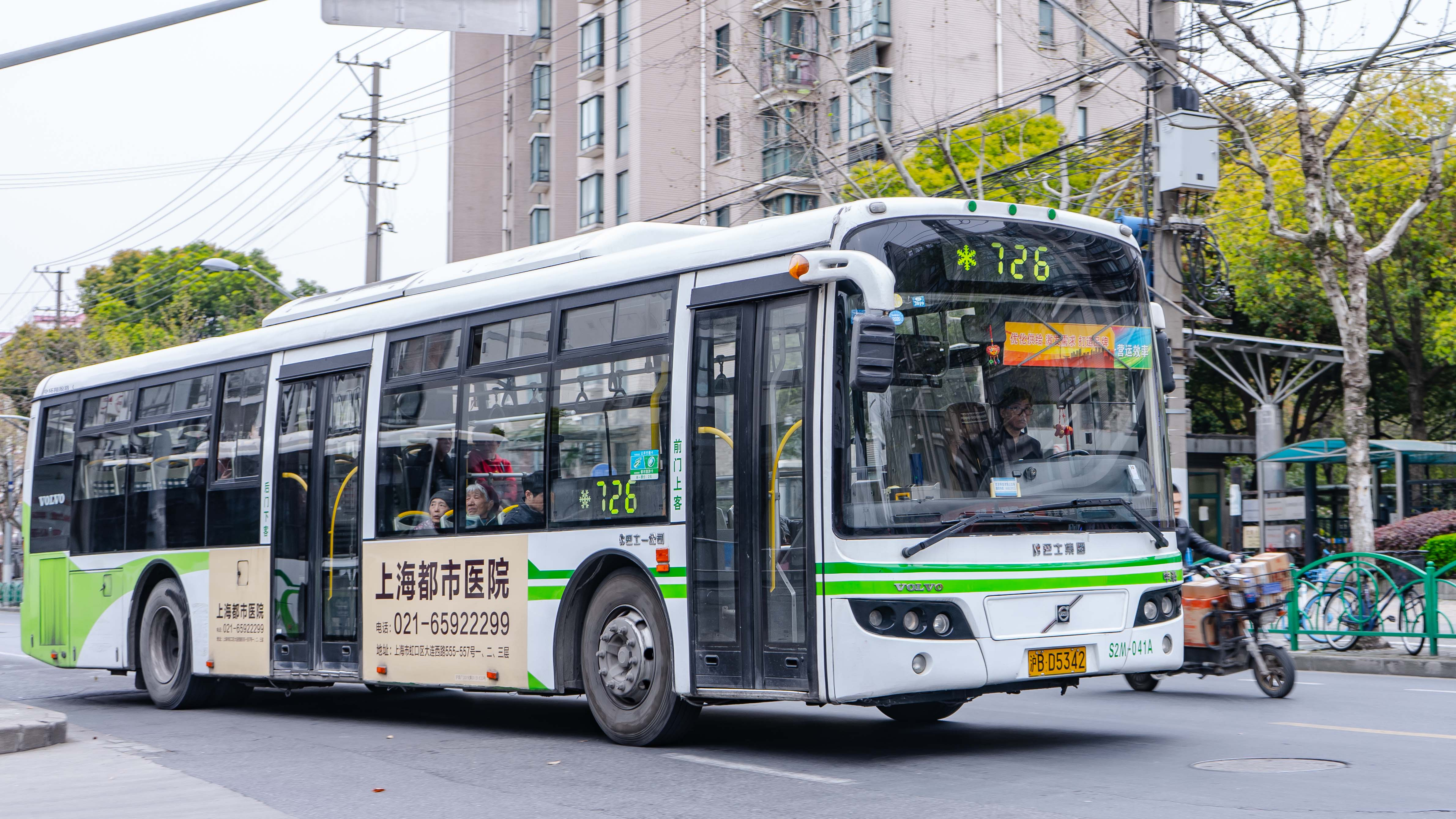
上海公交726路使用的SWB6120V6LE

2002年，上海申沃客车利用B7RLE Mark I底盘开发出SWB6125型低入口城市客车。2007年申沃基于沃尔沃B7RLE底盘，发布了第四款与沃尔沃合作的巴士，型号为SWB6120V4LE，搭载了沃尔沃的道依茨D7E290EC01发动机，并于2009-2010年交付于上海巴士集团（自编号S2G，部分S2F）与上海浦东公交（自编号S2B）。2010年发布第六款合作车型SWB6120V6LE，在原有基础上将欧三排放升级为欧四。

### 香港

#### 皇巴士

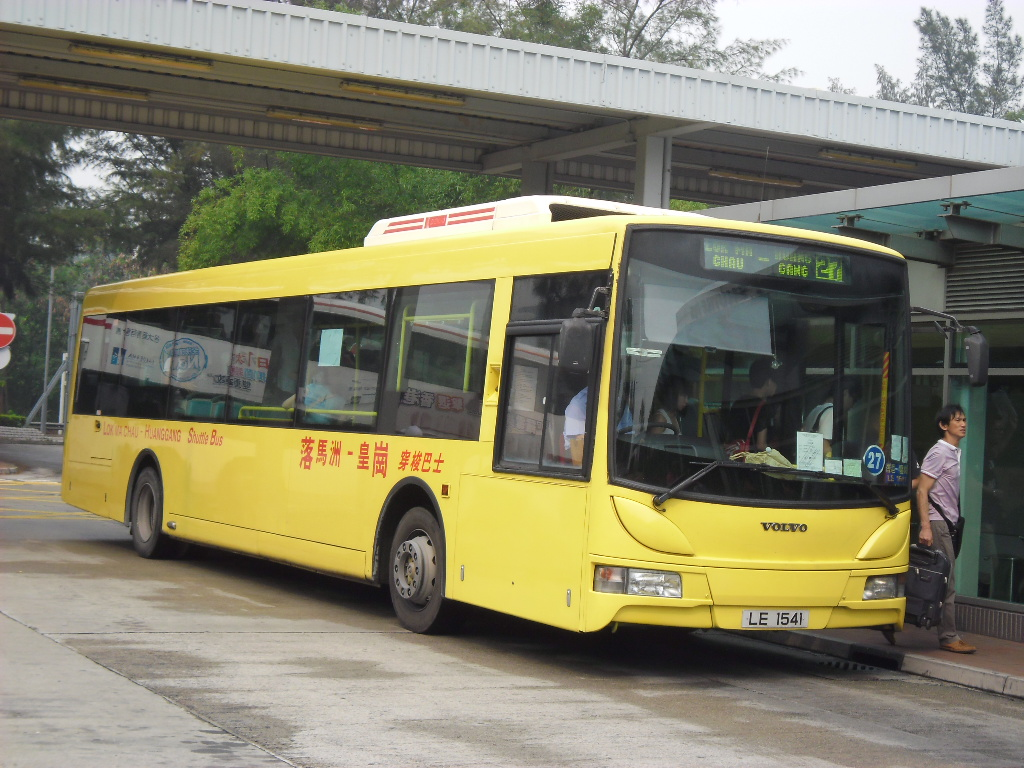
皇巴士的富豪B7RLE停於新田公共交通交匯處。

皇巴士早在2003年引進5輛配有富豪D7C引擎及ZF波箱的富豪B7RLE，並選用由捷聯車身工程設計及裝嵌的JL-08型車身。

#### 香港紅十字會甘迺迪中心
香港紅十字會甘迺迪中心於2005年引入配有富豪D7C引擎及ZF波箱的富豪B7RLE，車牌為ME3996，車身則裝配亞洲車身工程設計的Asia Spacestar II型車身。

#### 九龍巴士

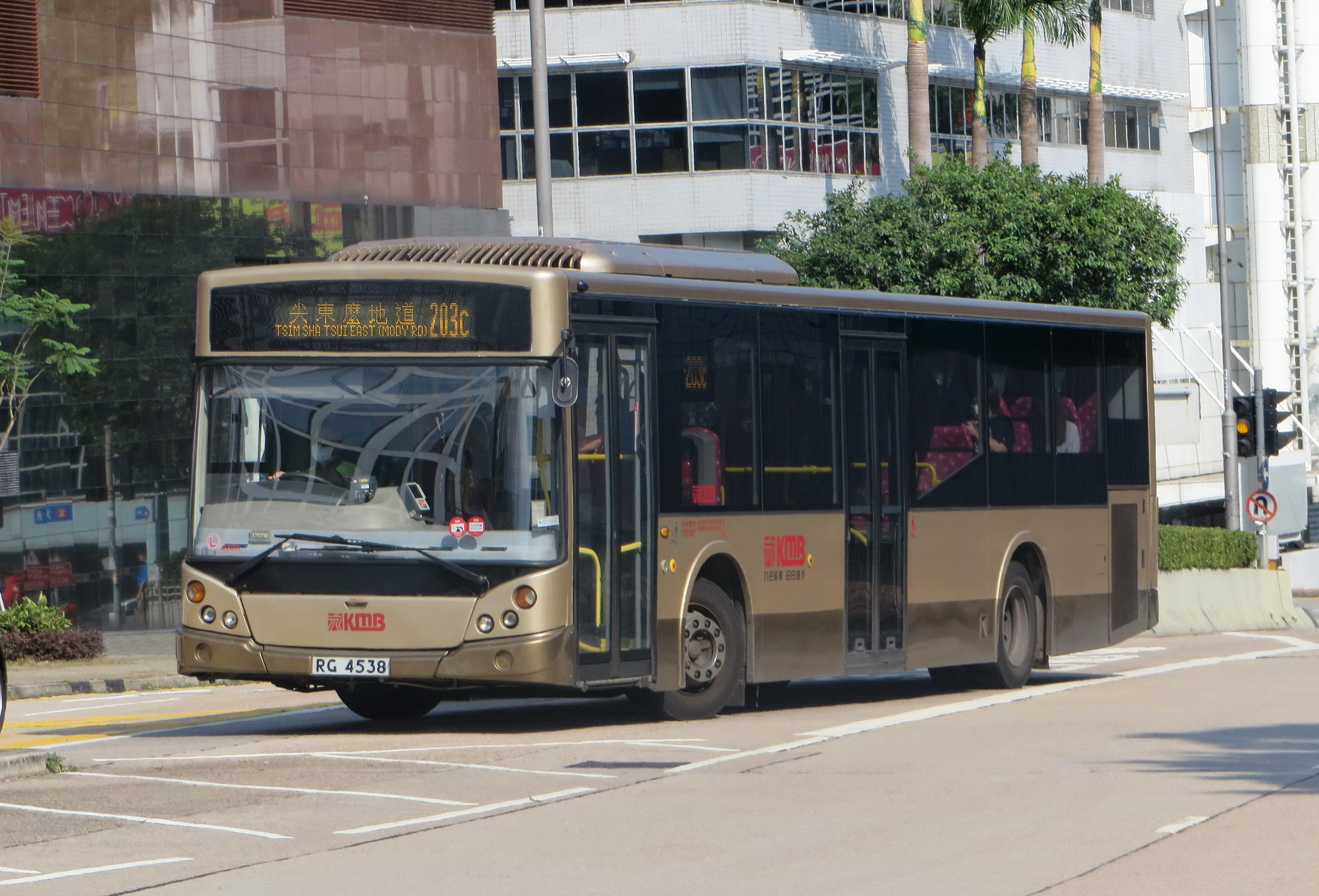
九巴的富豪B7RLE巴士大部分是行走客量較低的路線。

九龍巴士在2009年為進一步提升巴士車隊的質素，購入40輛配有MCV Evolution車身及歐盟5型引擎的富豪B7RLE（其中一輛底盤編號最早的AVC2則是採用歐盟4型引擎，據知該車是屬於富豪廠方的「貨尾」），全數採用Vogelsitze座椅及Hanover電子顯示屏，成為首家購入富豪B7RLE的專營巴士公司，用以取代年事已高的丹尼士飛鏢（AA3-7、9-22）及丹尼士長矛。AVC2、18-38的座椅花紋改用有九巴仔圖案的款式，AVC1、3-17、39、40用原有的花紋座椅，並改用新款緊急開門掣。該批車已在2009年11月開始赴運到港，其後花了一段時間改裝泵把設計避免落斜時刮花車頭，因此到2010年4月13日，其中的AVC1、2才首航273線。

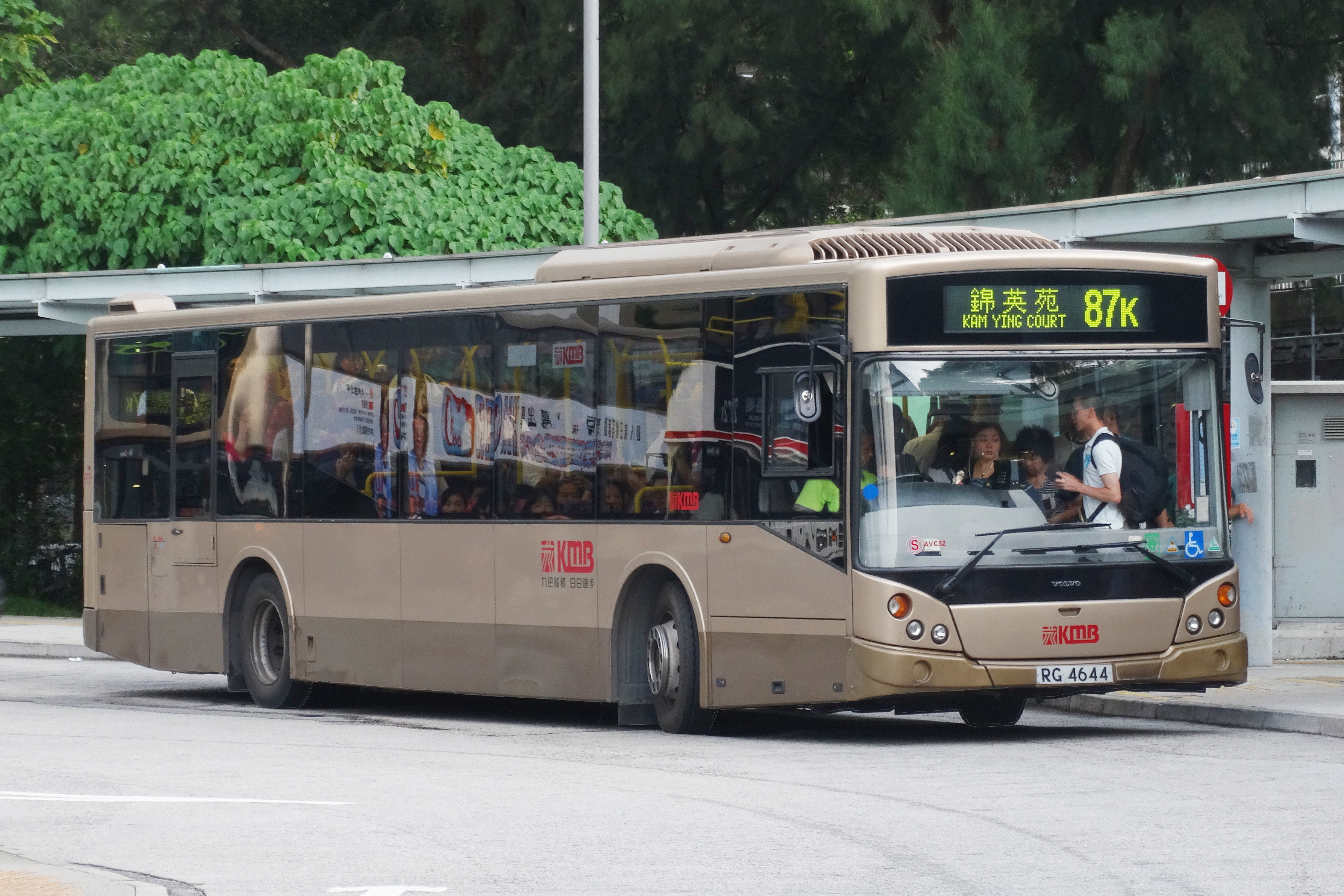
九巴的富豪B7RLE巴士亦會以加班車身份特見於各路線。

九龍巴士亦於2009年加訂第2批30輛富豪B7RLE配歐盟5型引擎（AVC41-70），全數配Hanover電子顯示屏、Ventura車門及Vogelsitze九巴仔座椅，以取代餘下年事已高的（1994年丹尼士飛鏢（AA23-42）及1995年三菱MK217型）單層巴士。這批巴士於2010年開始到港，原定於2011年第1季服役，後來因運輸署要求九龍巴士減少數量，故此AVC41及42延至同年12月出牌，其餘則於2012年2月至5月開始服役，現時全數70輛富豪B7RLE主要行走於短途高客量路線和一些客量不足以支持雙層巴士行走的路線，例如7M、8A、11D、14B、16M、18、43M、70K、72A、73K、74A、82K、95M、203C、216M、234B、270、272K、273、273B、278K、及296M等線。
當初九龍巴士打算購入這批巴士用意為調派往客量較低的路線，以節省雙層巴士資源。但九巴於2013年起逐漸推行路線重組，將大量客量低迷的路線重組或取消，令此批車逐漸變成車隊中的冗員。隨後九龍巴士開始為善用資源，這批巴士在2015年起開始以加班車身份支援在客量高企的路線上。但上述做法僅屬杯水車薪，九龍巴士於是在2016年2月計劃放售旗下的單層巴士，包括富豪B7RLE及斯堪尼亞K230UB，雖然這些巴士的車齡只有4至7年，而且均為瑞典產制的低地台巴士，但因為缺乏買家承接而未能售出。
AVC於2016年9月全數更換LED光管照明。
而因應香港政府資助更換歐盟2期引擎的商業車輛的計劃（2017年12月31日截止），部份AVC（皆為2010年領牌的）於2017年內改裝訓練巴士取代歐盟2型D10A引擎的1997-1998年富豪奧林比安（包括11米版及12米版）及前龍運巴士亞歷山大車身的1998年丹尼士三叉戟三型，其中AVC10於2017年3月底開始改裝訓練巴士，後來AVC14-36於同年4月初陸續開始改裝訓練巴士。

### 臺灣

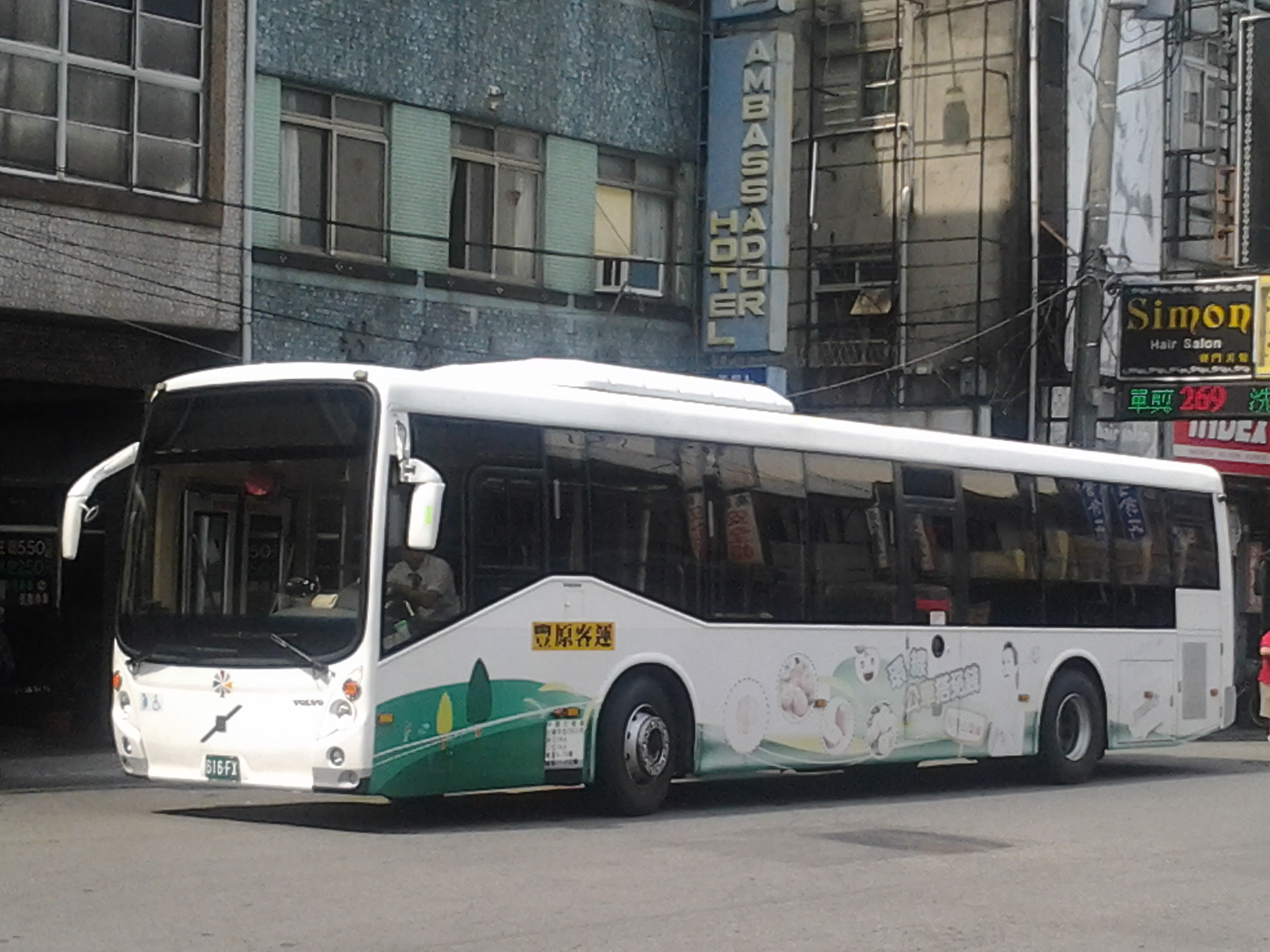
豐原客運的富豪B7RLE台中市公車（唐榮車輛科技打造）

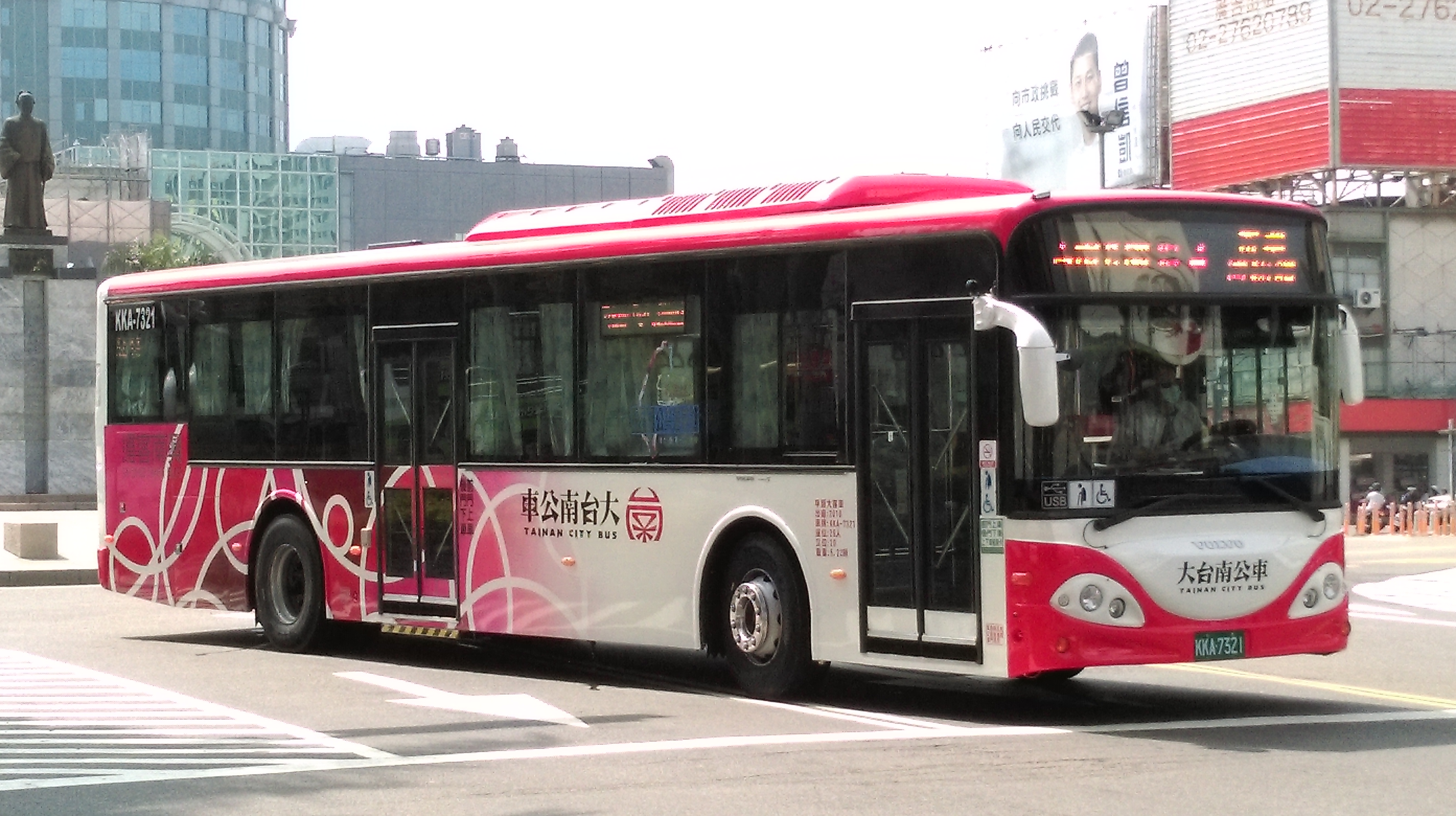
興南客運的富豪B7RLE（大吉汽車打造）

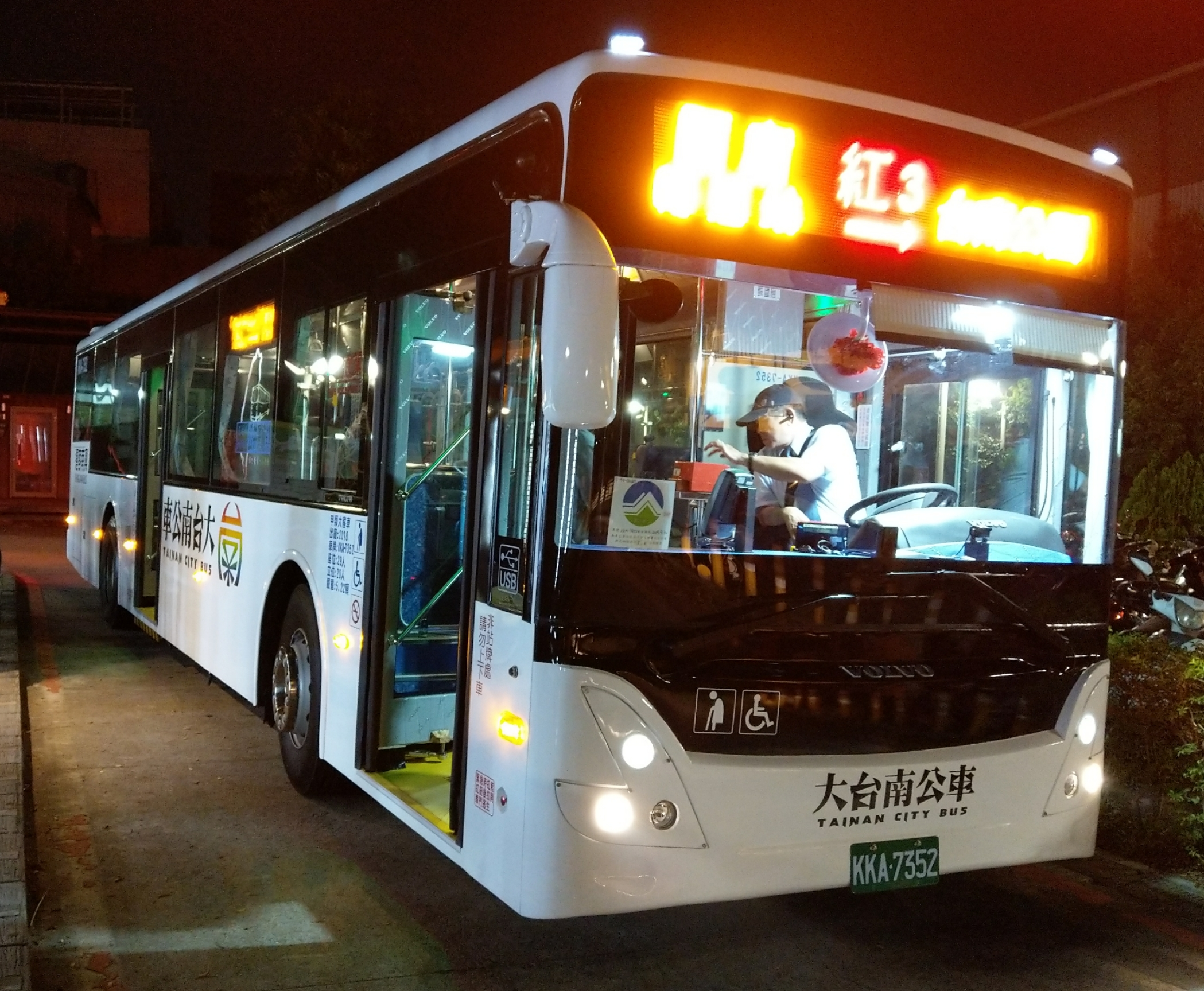
興南客運的富豪B7RLE（大吉汽車打造）

2007年由嘉義客運首次引進當作嘉義公車捷運使用，2007年～2012年為唐榮車輛科技負責打造車體，從2013年～2018年由大吉汽車打造車體，自2019年起臺灣已停止生產該車款。
目前臺灣擁有此款車的業者為：嘉義客運、豐原客運、興南客運、府城客運、高雄客運、日統客運、臺西客運、汎航通運（交通車部門）、巨業交通、中壢客運、新竹客運、桃園客運及鼎東客運。

### 新加坡

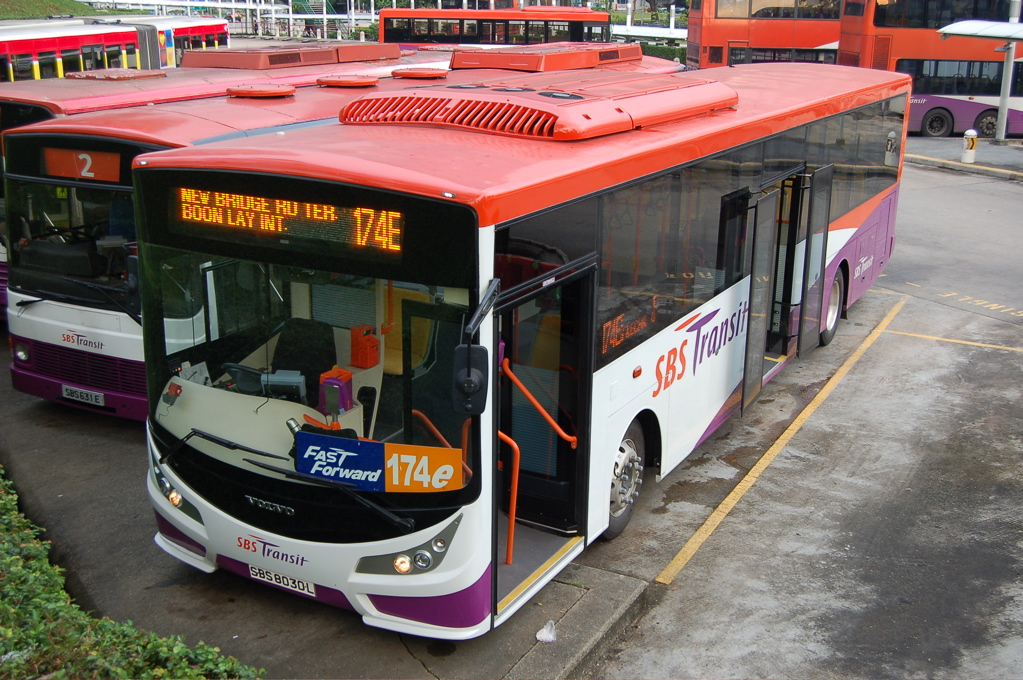
新捷運的富豪B7RLE

新加坡在聖淘沙擁有以Liannex車身為特色的B7RLE ，既可以作為其內部班車的城市巴士配置，也可以作為開篷雙層巴士使用。於2007年12月向新捷運提供了一個具有很快的車身特性的歐IV標準（最初是為期一年的試用），車牌為SBS8030L，目前在後港車廠作為訓練巴士。

### 馬來西亞
快捷通巴士目前營運的富豪B7RLE配上Gemilang車身

## 外部連結
- 富豪官方產品介紹
- 香港巴士大典上的相关条目：富豪B7RLE